# نيك هيسنج
نيك هيسنج (بالإنجليزية: Nick Hysong)‏ هو لاعب قفز بالزانة أمريكي متخصص في قفز بالزانة. أفضل رقم شخصي له هو 5.90 م. مثل بلاده في الأولمبياد وحصل على الميدالية الذهبية.

## سجل المنافسة
| العام                 | المسابقة                                     | المكان                | المركز                | حدث                   | ملاحظة                |
| يمثل الولايات المتحدة | يمثل الولايات المتحدة                        | يمثل الولايات المتحدة | يمثل الولايات المتحدة | يمثل الولايات المتحدة | يمثل الولايات المتحدة |
| --------------------- | -------------------------------------------- | --------------------- | --------------------- | --------------------- | --------------------- |
| 1990                  | بطولة العالم للناشئين لألعاب القوى 1990      | بلوفديف، بلغاريا      | 6                     | القفز بالزانة         | 5.30 م                |
| 1995                  | بطولة العالم لألعاب القوى داخل الصالات 1995  | برشلونة               | 5                     | القفز بالزانة         | 5.70 م                |
| 1999                  | بطولة العالم لألعاب القوى داخل الصالات 19991 | مايه-باشي، اليابان    | 8                     | القفز بالزانة         | 5.50 م                |
| 1999                  | بطولة العالم لألعاب القوى 1999               | إشبيلية               | 4                     | القفز بالزانة         | 5.70 م                |
| 1999                  | نهائي الجائزة الكبرى لألعاب القوى 1999       | ميونخ، ألمانيا        | 4                     | القفز بالزانة         | 5.70 م                |
| 2000                  | الألعاب الأولمبية الصيفية 2000               | سيدني                 | 1                     | القفز بالزانة         | 5.90 م                |
| 2000                  | نهائي الجائزة الكبرى لألعاب القوى 2000       | الدوحة                | 2                     | القفز بالزانة         | 5.60 م                |
| 2001                  | بطولة العالم لألعاب القوى 2001               | إدمونتون              | 3                     | القفز بالزانة         | 5.85 م                |
| 2005                  | بطولة العالم لألعاب القوى 2005               | هلسنكي                | 5                     | القفز بالزانة         | 5.50 م                |

## روابط خارجية
- نيك هيسنج على موقع الاتحاد الدولي لألعاب القوى (الإنجليزية)
- نيك هيسنج على موقع اللجنة الأولمبية الدولية (الإنجليزية)
- نيك هيسنج على موقع أوليمبيديا (الإنجليزية)
- نيك هيسنج على موقع اللجنة الأولمبية والبارالمبية الأمريكية (الإنجليزية)